# Association de la Jeunesse Auxerroise 2024-2025
Questa voce raccoglie le informazioni riguardanti l'Association de la Jeunesse Auxerroise nelle competizioni ufficiali della stagione 2024-2025.

## Divise e sponsor
| Casa | Trasferta | Terza divisa |

## Calciomercato

### Sessione estiva(dal 1º/7 al 31/8)
| Acquisti         | Acquisti         | Acquisti         | Acquisti         |
| R.               | Nome             | da               | Modalità         |
| Altre operazioni | Altre operazioni | Altre operazioni | Altre operazioni |
| R.               | Nome             | da               | Modalità         |
| ---------------- | ---------------- | ---------------- | ---------------- |

| Cessioni         | Cessioni         | Cessioni         | Cessioni         |
| R.               | Nome             | a                | Modalità         |
| Altre operazioni | Altre operazioni | Altre operazioni | Altre operazioni |
| R.               | Nome             | da               | Modalità         |
| ---------------- | ---------------- | ---------------- | ---------------- |

### Sessione invernale
| Acquisti         | Acquisti         | Acquisti         | Acquisti         |
| R.               | Nome             | da               | Modalità         |
| Altre operazioni | Altre operazioni | Altre operazioni | Altre operazioni |
| R.               | Nome             | da               | Modalità         |
| ---------------- | ---------------- | ---------------- | ---------------- |

| Cessioni         | Cessioni         | Cessioni         | Cessioni         |
| R.               | Nome             | a                | Modalità         |
| Altre operazioni | Altre operazioni | Altre operazioni | Altre operazioni |
| R.               | Nome             | da               | Modalità         |
| ---------------- | ---------------- | ---------------- | ---------------- |

## Rosa
| N. |                            | Ruolo | Calciatore         |
| -- | -------------------------- | ----- | ------------------ |
| 3  | Nigeria (bandiera)         | D     | Gabriel Osho       |
| 4  | Brasile (bandiera)         | D     | Jubal ()           |
| 5  | Francia (bandiera)         | D     | Théo Pellenard     |
| 6  | Marocco (bandiera)         | D     | Saad Agouzoul      |
| 8  | Francia (bandiera)         | C     | Nathan Buayi-Kiala |
| 9  | Canada (bandiera)          | A     | Theo Bair          |
| 10 | Francia (bandiera)         | C     | Gaëtan Perrin      |
| 11 | Paesi Bassi (bandiera)     | A     | Eros Maddy         |
| 12 | Norvegia (bandiera)        | D     | Fredrik Oppegård   |
| 14 | Ghana (bandiera)           | D     | Gideon Mensah      |
| 16 | Guyana francese (bandiera) | P     | Donovan Léon       |
| 17 | Mali (bandiera)            | C     | Lassine Sinayoko   |
| 18 | Senegal (bandiera)         | C     | Assane Dioussé     |
| 19 | Francia (bandiera)         | A     | Florian Ayé        |
| 20 | Costa d'Avorio (bandiera)  | D     | Sinaly Diomandé    |
| 21 | Costa d'Avorio (bandiera)  | C     | Lasso Coulibaly    |
| 23 | Paesi Bassi (bandiera)     | D     | Ki-Jana Hoever     |

| N. |                           | Ruolo | Calciatore        |
| -- | ------------------------- | ----- | ----------------- |
| 24 | Francia (bandiera)        | D     | Ange Loïc N’Gatta |
| 25 | Costa d'Avorio (bandiera) | C     | Hamed Traorè      |
| 26 | Francia (bandiera)        | D     | Paul Joly         |
| 27 | Francia (bandiera)        | C     | Kévin Danois      |
| 29 | Francia (bandiera)        | P     | Ben Viadere       |
| 30 | Francia (bandiera)        | P     | Tom Negrel        |
| 37 | Francia (bandiera)        | P     | Raphaël Adiceam   |
| 40 | Francia (bandiera)        | P     | Théo De Percin    |
| 42 | Ghana (bandiera)          | C     | Elisha Owusu      |
| 45 | Giappone (bandiera)       | A     | Ado Onaiwu        |
| 77 | Costa d'Avorio (bandiera) | A     | Aristide Zossou   |
| 77 | Francia (bandiera)        | C     | Han-Noah Massengo |
| 92 | Francia (bandiera)        | D     | Clément Akpa      |
| 97 | Madagascar (bandiera)     | C     | Rayan Raveloson   |

## Risultati

### Ligue 1

#### Girone di andata
| Arbitro: | Lissorgue |

|                               |           |         |
| Raveloson 44’ Coulibaly 90+4’ | Marcatori | 21’ Cho |

| Arbitro: | Angoula |

|                          |           |  |
| Simon 14’ Guirassy 90+6’ | Marcatori |  |

| Arbitro: | Bollengier |

|                                                   |           |            |
| Owusu 23’ (aut.) R. Ndiaye 52’ Touré 90+8’ (rig.) | Marcatori | 17’ Perrin |

| Arbitro: | Kherradji |

|  |           |                                     |
|  | Marcatori | 8’ Kehrer 25’ Vanderson 89’ Zakaria |

| Arbitro: | El Hadj |

|                           |           |                          |
| Adams 65’, 75’ Sagnan 71’ | Marcatori | 18’ H. Traorè 72’ Onaiwu |

| Arbitro: | Stinat |

|                                          |           |  |
| Owusu 26’ Jubal 37’ (rig.) H. Traoré 59’ | Marcatori |  |

| Arbitro: | Vernice |

|                            |           |          |
| Davitashvili 15’, 54’, 86’ | Marcatori | 74’ Bair |

| Arbitro: | Batta |

|                            |           |                |
| Diomandé 16’ H. Traoré 52’ | Marcatori | 90+5’ Nakamura |

| Arbitro: | Stinat |

|                              |           |                            |
| Mikautadze 45+5’ (rig.), 62’ | Marcatori | 47’ Diomandé 72’ H. Traorè |

| Arbitro: | Angoula |

|                                                  |           |  |
| Perrin 27’, 39’ Sinayoko 65’ (rig.) Onaiwu 90+2’ | Marcatori |  |

| Arbitro: | Bollengier |

|                      |           |                                       |
| Greenwood 65’ (rig.) | Marcatori | 10’ Sinayoko 43’ Perrin 45’ H. Traoré |

| Arbitro: | Letexier |

|                        |           |  |
| H. Traoré 90+3’ (rig.) | Marcatori |  |

| Arbitro: | El Hadj |

|                            |           |  |
| King 32’ Sierro 39’ (rig.) | Marcatori |  |

| Auxerre 6 dicembre 2024, ore 21:00 CET 14ª giornata | Auxerre | 0 – 0 referto | Paris Saint-Germain | Stadio Abbé-Deschamps (17 028 spett.)\| Arbitro: \| Pignard \| |
| Arbitro:                                            | Pignard |               |                     |                                                                |

| Arbitro: | Stinat |

|                     |           |                          |
| Perrin 31’ Osho 73’ | Marcatori | 22’ El Aynaoui 45’ Nzola |

| Arbitro: | Batta |

|                                                  |           |               |
| H. Diarra 45+4’ (rig.) Lemaréchal 59’ Emegha 87’ | Marcatori | 14’ H. Traoré |

| Auxerre 10 gennaio 2025, ore 21:00 CET 17ª giornata | Auxerre | 0 – 0 referto | Lilla | Stadio Abbé-Deschamps (15 599 spett.)\| Arbitro: \| Angoula \| |
| Arbitro:                                            | Angoula |               |       |                                                                |

#### Girone di ritorno
| Arbitro: | Frappart |

|                                |           |  |
| Diomandé 18’ (aut.) Lepaul 47’ | Marcatori |  |

| Arbitro: | Bollengier |

|               |           |             |
| H. Traorè 27’ | Marcatori | 45’ Stassin |

| Arbitro: | Kherradji |

|                                  |           |                                 |
| Kehrer 35’ Biereth 58’, 63’, 66’ | Marcatori | 38’ Diomandé 45+6’ (rig.) Jubal |

| Arbitro: | Brisard |

|                         |           |                           |
| Jubal 62’ H. Traorè 73’ | Marcatori | 68’ Cresswell 89’ Edjouma |

| Arbitro: | Dechepy |

|                           |           |                 |
| A. Ndiaye 60’ Ajorque 79’ | Marcatori | 18’, 74’ Perrin |

| Arbitro: | Stinat |

|                                    |           |  |
| Perrin 34’ Jubal 77’ (rig.), 90+1’ | Marcatori |  |

| Arbitro: | Vernice |

|  |           |            |
|  | Marcatori | 47’ Emegha |

| Arbitro: | Lissorgue |

|  |           |                        |
|  | Marcatori | 15’ Bair 24’ H. Traorè |

| Arbitro: | Kherradji |

|              |           |           |
| Guessand 37’ | Marcatori | 90+4’ Ayé |

| Auxerre 30 marzo 2025, ore 17:15 CEST 27ª giornata | Auxerre   | 1 – 0 referto | Montpellier | Stadio Abbé-Deschamps |
| \| \| \| \| \| Ayé 82’ \| Marcatori \| \|          |           |               |             |                       |
|                                                    |           |               |             |                       |
| Ayé 82’                                            | Marcatori |               |             |                       |

| Arbitro: | Batta |

|  |           |           |
|  | Marcatori | 89’ Jubal |

| Arbitro: | Frappart |

|              |           |                                               |
| Sinayoko 77’ | Marcatori | 2’ (rig.) Mikautadze 62’ Cherki 84’ Lacazette |

| Arbitro: | Léonard |

|                             |           |                         |
| Meunier 9’ David 43’, 90+8’ | Marcatori | 90+2’ (aut.) Alexsandro |

| Arbitro: | Vernice |

|  |           |                                       |
|  | Marcatori | 33’, 44’ Onaiwu 40’ Perrin 73’ Hoever |

| Arbitro: | Pignard |

|              |           |                                 |
| Sinayoko 62’ | Marcatori | 79’ (aut.) Jubal 90+2’ Sangante |

| Arbitro: | Bollengier |

|            |           |            |
| Perrin 45’ | Marcatori | 62’ Leroux |

| Arbitro: | Kherradji |

|                                        |           |              |
| K'varatskhelia 59’, 88’ Marquinhos 67’ | Marcatori | 30’ Sinayoko |

### Coppa di Francia
| Arbitro: | Lissorgue |

|  |           |             |
|  | Marcatori | 26’ Bardeli |

## Statistiche finali

### Statistiche di squadra
| Competizione     | Punti | In casa | In casa | In casa | In casa | In casa | In casa | In trasferta | In trasferta | In trasferta | In trasferta | In trasferta | In trasferta | Totale | Totale | Totale | Totale | Totale | Totale | DR |
| Competizione     | Punti | G       | V       | N       | P       | Gf      | Gs      | G            | V            | N            | P            | Gf           | Gs           | G      | V      | N      | P      | Gf     | Gs     | DR |
| ---------------- | ----- | ------- | ------- | ------- | ------- | ------- | ------- | ------------ | ------------ | ------------ | ------------ | ------------ | ------------ | ------ | ------ | ------ | ------ | ------ | ------ | -- |
| Ligue 1          | 42    | 17      | 7       | 6       | 4       | 24      | 17      | 17           | 4            | 3            | 10           | 24           | 34           | 34     | 11     | 9      | 14     | 48     | 51     | -3 |
| Coppa di Francia | -     | 1       | 0       | 0       | 1       | 0       | 1       | -            | -            | -            | -            | -            | -            | 1      | 0      | 0      | 1      | 0      | 1      | -1 |
| Totale           | -     | 18      | 7       | 6       | 5       | 24      | 18      | 17           | 4            | 3            | 10           | 24           | 34           | 35     | 11     | 9      | 15     | 48     | 52     | -4 |

### Andamento in campionato
| Giornata  | 1 | 2  | 3  | 4  | 5  | 6  | 7  | 8  | 9  | 10 | 11 | 12 | 13 | 14 | 15 | 16 | 17 | 18 | 19 | 20 | 21 | 22 | 23 | 24 | 25 | 26 | 27 | 28 | 29 | 30 | 31 | 32 | 33 | 34 |
| --------- | - | -- | -- | -- | -- | -- | -- | -- | -- | -- | -- | -- | -- | -- | -- | -- | -- | -- | -- | -- | -- | -- | -- | -- | -- | -- | -- | -- | -- | -- | -- | -- | -- | -- |
| Luogo     | C | T  | T  | C  | T  | C  | T  | C  | T  | C  | T  | C  | T  | C  | C  | T  | C  | T  | C  | T  | C  | T  | C  | C  | T  | T  | C  | T  | C  | T  | T  | C  | C  | T  |
| Risultato | V | P  | P  | P  | P  | V  | P  | V  | N  | V  | V  | V  | P  | N  | N  | P  | N  | P  | N  | P  | N  | N  | V  | P  | V  | N  | V  | V  | P  | P  | V  | P  | N  | P  |
| Posizione | 5 | 10 | 13 | 15 | 16 | 12 | 14 | 12 | 13 | 10 | 9  | 7  | 8  | 8  | 8  | 9  | 10 | 11 | 11 | 11 | 11 | 12 | 11 | 12 | 11 | 11 | 10 | 10 | 10 | 11 | 10 | 10 | 10 | 11 |

Legenda:

Luogo: C = Casa; T = Trasferta. Risultato: V = Vittoria; N = Pareggio; P = Sconfitta.